# جون دوركين
جون دوركين (بالإنجليزية: John Durkin)‏ (18 أبريل 1930 في المملكة المتحدة - ) هو لاعب كرة قدم بريطاني في مركز مهاجم داخلي. لعب مع دونفرملين أثلتيك ونادي غيلينغهام وهارت أوف ميدلوثيان ورامزغيت ‏.